# Friedrich Kessler (Jurist)
Friedrich Kessler (* 25. August 1901 in Hechingen; † 21. Januar 1998 in Berkeley) war ein deutsch-amerikanischer Rechtswissenschaftler und unter anderem Professor an der Yale Law School.

## Leben
Friedrich Kessler wurde als Sohn des Stuttgarter Oberlandesgerichtsrats Wilhelm Kessler (1879–1952) geboren. Er studierte von 1919 bis 1922 in Tübingen, München und Marburg, danach in Berlin, wo er 1928 sein Studium mit seiner Promotion zum Dr. jur. abschloss. Seit 1926 arbeitete er am Kaiser-Wilhelm-Institut für ausländisches und internationales Privatrecht. Von 1931 bis 1933 war er Privatdozent an der Handelshochschule Berlin.
Die Machtübernahme der Nationalsozialisten bedeutete für Kessler einen tiefgreifenden Einschnitt. Einerseits widersprach der totalitäre Geist des Systems seiner liberalen Grundeinstellung und erschwerte seine Arbeit. Noch bedeutender war aber der jüdische Glauben seiner Ehefrau Eva (1888–1983), einer Tochter des Berliner Rechtsanwalts Paul Jonas. Diese Umstände veranlassten das Paar im Juli 1934 zur Emigration in die USA. Seit 1942 hatte Kessler die amerikanische Staatsbürgerschaft.
Hier war Kessler von 1935 bis 1938 Assistant Professor an der Yale Law School, dann von 1938 bis 1947 Associate Professor an der University of Chicago School of Law und von 1947 bis 1970 Professor an der Yale Law School. Nach seiner Emeritierung 1970 war er an der Law School der University of California, Berkeley tätig. Dort lebte er auch bis zu seinem Tod.
Kesslers Forschungsschwerpunkt lag im Vertragsrecht, wobei er sich auch mit Fragen des Handels- und Regulierungsrechts beschäftigte. 1944 veröffentlichte er seinen bekanntesten Artikel Contracts of Adhesion—Some Thoughts About Freedom of Contract. Hierin beschrieb er die Problematik eines Vertrages zwischen zwei Partnern mit unterschiedlich starken Verhandlungspositionen. Nach Kesslers Meinung konterkarierten solche Abkommen die im 18. und 19. Jahrhundert geprägte Vorstellung der Vertragsfreiheit. Darüber hinaus machten solche Verträge die Evolution from status to law rückgängig und führten dazu, dass Vertragsabschlüsse zu einem one-handed privilege werden.

## Schriften
- Die Eheschliessung nach dem Recht der Vereinigten Staaten von Amerika. Ebering, Berlin 1929 (Dissertation vom 13. Oktober 1928: Juristische Thesen … zur Erwerbung des Grades eines Dr. juris utriusque …).
- Die Fahrlässigkeit im nordamerikanischen Deliktsrecht unter vergleichender Berücksichtigung des englischen und des deutschen Rechts (= Beiträge zum ausländischen und internationalen Privatrecht. Band 6). De Gruyter, Berlin 1932.
- Natural Law, Justice and Democracy – Some Reflections on Three Types of Thinking About Law and Justice. In: Tulane Law Review. 19, Nr. 32, 1944 (semanticscholar.org PDF).
- Automobile Dealer Franchises: Vertical Integration by Contract. In: The Yale Law Journal. Band 66, Nr. 8, S. 1135–1190, 1957.
- mit Richard H. Stern: Contract, Competition, and Vertical Integration. In: The Yale Law Journal. Band 69, Nr. 1, 1959 (digitalcommons.law.yale.edu).
- mit Edith Fine: Culpa in Contrahendo, Bargaining in Good Faith, and Freedom of Contract: A Comparative Study. In: Harvard law review. Band 77, Nr. 3, Januar 1964, S. 401–419.